# Chez le photographe
Chez le photographe è un cortometraggio del 1902 diretto da Ferdinand Zecca.